# Gerhard Markowsky
Gerhard Markowsky (* 1. Juli 1928) war ein Berliner Fußballspieler. Er spielte 1950/51 für den SC Lichtenberg 47 in der DDR-Oberliga, der höchsten Liga im DDR-Fußball.

## Sportliche Laufbahn
Noch vor Beginn der Oberligasaison 1950/51 wurde Gerhard Markowsky als Spieler des SC Lichtenberg 47 in den Kader der Ost-Berliner Fußball-Auswahl für einen Städtevergleich gegen Leipzig berufen. Zuvor war bereits bekanntgegeben worden, dass die Lichtenberger wegen der Einführung des Vertragsspielersystems in der Berliner Stadtliga in die DDR-Oberliga eingegliedert wurden. Der 22-jährige Markowsky blieb beim SC 47 und wurde von Beginn an in den Oberligaspielen eingesetzt. Von den 17 Spielen der Hinrunde bestritt er 14 Begegnungen als Linksaußenstürmer. Dabei erzielte er sechs Tore und war bis zu diesem Zeitpunkt mit Horst Schiller erfolgreichster Schütze der Lichtenberger. In der Rückrunde kam Markowsky bis 29. Spieltag nur noch fünfmal zum Einsatz und erzielte noch einmal zwei Tore. Am Ende der Saison musste Lichtenberg 47 in die zweitklassige DDR-Liga absteigen. Dort kam Markowsky nur noch in zwei Ligaspielen der Hinrunde zum Einsatz, erzielte aber noch einen Treffer. Anschließend verschwand er aus dem oberen Fußball-Ligenbereich.